# برترام روس
برترام روس (بالإنجليزية: Bertram Ross)‏ هو مصمم رقص أمريكي، ولد في 13 نوفمبر 1920 في بروكلين في الولايات المتحدة، وتوفي في 20 أبريل 2003 في نيويورك في الولايات المتحدة.

## وصلات خارجية
- برترام روس على موقع قاعدة بيانات برودواي على الإنترنت (الإنجليزية)